# Edilizia rurale
L’edilizia rurale è la disciplina che si occupa della progettazione e realizzazione di tutte le strutture necessarie allo svolgimento di un'attività aziendale con indirizzo agricolo. Tali strutture, chiamate costruzioni rurali,  comprendono principalmente: le case di abitazione per il conduttore (proprietario, affittuario o colono) ed i lavoratori dipendenti dell'azienda (fattore, salariati); i ricoveri per gli animali di allevamento; i locali per la lavorazione e trasformazione dei prodotti agricoli; i locali per la conservazione dei prodotti; i ricoveri per le macchine agricole e relative attrezzature. Il complesso dei fabbricati dell'azienda viene definito centro aziendale.
In passato l'edilizia rurale era una forma di architettura spontanea, oggi è un ramo dell'ingegneria agraria.
Nell'ambito delle costruzioni rurali, il professionista massimamente competente in progettazione è essenzialmente l'agronomo a cui si affiancano figure come il perito agrario e il geometra.

## Aspetti generali

### Ubicazione del centro aziendale
Il centro aziendale, costituito dai fabbricati ad uso abitativo e dai fabbricati di servizio, dovrebbe sorgere nel punto che renda più brevi gli spostamenti per lo svolgimento delle attività agricole da parte di uomini, animali e macchine. Occorre tuttavia tenere conto anche di altri fattori, come la natura del terreno su cui dovrebbero essere costruiti i fabbricati, la salubrità della zona, i collegamenti stradali, la facilità di approvvigionamento di acqua ed energia elettrica, ecc.

### Disposizione del complesso dei fabbricati
Lo schema secondo cui disporre i fabbricati dipende da vari fattori, tra cui il tipo di produzione, l'estensione dell'azienda, il clima, la sicurezza della zona. Gli schemi più diffusi sono:
- schema monoblocco: è tipico delle piccole aziende, dove c'è un solo edificio con più corpi di fabbrica, che solitamente sono la casa colonica e la stalla, separate da un portico che funge da deposito per macchine ed attrezzi;
- schema chiuso: i fabbricati sono disposti attorno ad un grande cortile aziendale. Questa disposizione risponde essenzialmente ad esigenze di sicurezza. Hanno questo schema la cascina e la masseria;
- schema libero: i fabbricati sono staccati e separati da spazi liberi variamente articolati.

## Tipologie dei fabbricati

### Fabbricati ad uso abitativo
La casa rurale deve essere funzionale ai lavori che si svolgono in azienda e alla vita domestica dei suoi abitanti. Nella progettazione bisogna tenere conto del rispetto dell'igiene e delle norme previste dai regolamenti edilizi. La casa rurale deve essere separata dai fabbricati di servizio dell'azienda; bisogna inoltre scegliere un'ubicazione e orientazione adeguate, in modo da evitare i venti freddi e assicurare una buona illuminazione naturale. Le case possono avere un solo piano o due piani; nel secondo caso, è bene ubicare la cucina al piano terra e le camere da letto al piano superiore, in modo da separare la "zona giorno" e la "zona notte". A seconda delle aree geografiche e delle tradizioni, esistono varie tipologie di abitazioni rurali.

### Fabbricati di servizio
- Ricoveri per gli animali: comprendono la stalla, la porcilaia, l'ovile, il pollaio e la conigliera. La stalla è il fabbricato che richiede la progettazione più complessa e pertanto necessita di maggiore attenzione. Bisogna scegliere con cura l'orientamento e assicurare: una buona ventilazione e aerazione, evitando però che gli animali siano investiti da correnti di aria fredda; una buona illuminazione naturale; la difesa dall'eccessivo riscaldamento e raffreddamento. I materiali di finitura vanno scelti in modo da garantire la facile pulizia ed igienità. Le stalle devono essere progettate secondo la tecnologia di allevamento, poiché necessitano di diversa organizzazione e distribuzione degli spazi a seconda del tipo di impianto zootecnico che si intende realizzare (bovini da latte o da carne).
- Locali per la lavorazione e trasformazione dei prodotti: comprendono il palmento, il frantoio e il caseificio.
- Locali per la conservazione di prodotti: comprendono il fienile, il granaio e la cantina.
- Ricoveri per le macchine agricole: comprendono la rimessa per le macchine agricole, l'officina e i locali annessi (deposito per gli attrezzi e deposito per i carburanti e lubrificanti).

### Accessori
Altri manufatti edilizi presenti nell'azienda possono essere: pozzo per la captazione delle acque, cisterna per la raccolta dell'acqua piovana, pozzo nero per la raccolta delle acque di scarico dell'abitazione, pozzetti di raccolta dei liquidi di origine animale (urine e colaticcio del letame), forno per il pane e abbeveratoio per il bestiame. Queste strutture devono essere disposte in modo che la presenza di esse non possa determinare danni all'abitazione e agli altri fabbricati. Il pozzo per l'approvvigionamento deve essere realizzato in un luogo dove la falda acquifera non può subire inquinamento. Il pozzo nero per la raccolta delle acque di scarico di uso umano deve essere posto in una zona distante dall'abitazione; in alternativa si può realizzare una fossa settica. I pozzetti di raccolta dei liquidi di origine animale vanno posti in prossimità dei locali di ricovero degli animali. Il forno è necessario nel caso di abitazioni isolate; quando non è incorporato nella casa colonica può essere realizzato all'esterno, in un piccolo fabbricato isolato e aperto frontalmente, che deve essere posto a distanza di sicurezza dal fienile. L'abbeveratoio può essere realizzato all'esterno quando non è incorporato nella stalla; nelle zone con clima freddo, viene sistemato sotto una tettoia o all'interno di un porticato.